# Piattaforma di ghiaccio Jelbart
La piattaforma di ghiaccio Jelbart (70°30′S 4°30′W) è una piattaforma glaciale larga circa 70 km situata a nord della cresta Giaever, davanti alla costa della principessa Martha, nella Terra della Regina Maud, in Antartide.

## Storia
La piattaforma fu mappata per la prima volta da alcuni cartografi norvegesi grazie ad esplorazioni e fotografie aeree effettuate durante la spedizione antartica Norvegese Britannico Svedese (NBSAE) (1949-1952) e battezzata in onore di John E. Jelbart, un osservatore australiano membro della spedizione che affogò quando il cingolato da trasporto M29 Weasel sul quale viaggiava cadde in mare dal bordo della piattaforma glaciale Quar, nelle vicinanze della stazione Maudheim, il 24 febbraio 1951.